# 위빳사나
위빳사나(팔리어: vipassana 위빳사나, 산스크리트어: विपश्यना vipaśyanā) 또는 관(觀)은 불교의 명상법이다. 동국대학교 한글대장경 사이트에서는 비파사나(毘婆舍那), 비바사나(毘婆舍那), 비발사나(毘鉢舍那)로 검색되며, 천태종의 지관수행의 관이라고도 하며, 보조국사 지눌(知訥)의 정혜쌍수나 계정혜삼학에서 혜(慧)라고도 설명되어 있다.
한글대장경에 비바사나는 불교만이 아니라 고대 인도에서 내내 행해지던 수행법이라고 주석에 설명되어 있고, 대승아비달마잡집론 주석에는 사마타와 비발사나가 요가의 방편이라고 설명되어 있다.

## 수식관
대중부 불교는 계율을 지키고 사마타와 위빳사나 두가지를 수행해야 깨달음을 얻을 수 있다고 설법한다. 일명 계, 정, 혜. 다른 불경에서는 부정관과 수식관을 수행해야 깨달을 수 있다고 한다. 수식관은 아나빠나사띠를 말하며, 사마타 즉 선정 수행이다. 그리고 위빳사나는 선정력을 기반으로 지혜를 닦는 수행이기 때문에 수식관을 통해 닦인 선정의 힘으로 위빳사나 수행을 하게 된다. 부정관 역시 선정을 닦는 사마타 수행이지만, 부정관을 통해 몸 혹은 '자아'에 대한 집착을 버리고 무상 고 무아를 알아 깨달음을 얻을 수 있게 된다는 점에서 지혜를 닦는 수행이기도 하다.

## 경전
비바사나(毘婆舍那)는 관(觀)을 말한다. 지(止)는 생각을 그치고 마음의 동요를 진정시키며 본원적인 진리에 머무르는 것을 의미하며, 관(觀)은 움직이지 않는 마음이 지혜의 작용이 되어 사물을 진리에 합치시키며 올바르게 관찰하는 것을 의미한다. 지는 정(定), 관은 혜(慧)에 해당하며, 여기에서는 오른팔에 그 의미를 부여하였다. 마찬가지로 왼팔은 사마타에 해당한다.
비바사나 수행법 이전부터 있었던 인도의 정신집중 수행법. 사마타(奢摩他)는 의역하여 지(止)ㆍ지식(止息)ㆍ적정(寂靜)ㆍ능멸(能滅)이라 번역한다. 산란한 마음을 멈추고 한 가지 대상에 집중하는 수행법이다. 그래서 비바사나가 관(觀) 수행법(修行法)이라면 사마타는 지(止) 수행법이라고 할 수 있다. 이를 합쳐 지관(止觀)이라 하며 불교 천태종(天台宗)의 근본교리이기도 하다. 사마타와 비바사나는 우열의 문제가 아니라 선후의 문제라고 할 수 있다. 우선 사마타에 의해 자아몰입에 들어간 후 지혜를 끌어내어 대상을 보는 비바사나 수행에 들어가는 것이다. 이러한 집중과 관찰은 불도수행에 있어서 동전의 양면과 같다. 여기서 사마타는 정(定)에 해당되고, 비바사나는 혜(慧)에 해당된다고 볼 수 있다. 지관불이(止觀不二)라고 해야 할 것이다.
사마타(奢摩他)는 능히 없앤다[能滅] 이름하나니 온갖 번뇌를 없애는 연고며, 또 사마타는 능히 조복한다 이름하나니 모든 근의 악하고 선하지 못한 것을 조복하는 연고며, 또 사마타는 고요하다 이름하나니 3업을 고요하게 하는 연고며, 또 사마타는 멀리 여읜다 이름하나니 중생으로 하여금 5욕락을 멀리 여의게 하는 연고며, 또 사마타는 능히 맑힌다 이름하나니 탐욕·성내는 일·어리석음의 흐린 법을 맑히는 연고니라. 이런 뜻으로 선정의 모양[定相]이라 이름하느니라.
비바사나(毘婆舍那)는 바르게 본다[正見] 이름하며, 또 분명히 본다[了見] 이름하며, 또 능히 본다[能見] 이름하며, 두루 본다[遍見]·차례로 본다[次第見]·(총상, 즉 제법이 모두 공함을 보는 상이 아닌)각각의 제법이 생멸하는 실상, 즉 별상으로 본다고[別相見] 이름하나니, 이것을 지혜라 하느니라.
가섭아, 나는 온갖 하늘과 사람들에게 항상 '사마타와 비바사나를 닦아 자기 자신을 조복하라. 세간에는 당연히 믿고 좋아하는 바라문과 거사들이 있어서 사리에 공양하게 될 것이다'라는 이런 법을 말하였느니라.
부처님께서 여러 비구들의 생각을 아시고, 그들을 타이르셨다.
"누구나 사마타(奢摩他)와 비바사나(毘婆舍那)를 닦으면 반드시 번뇌를 다할 수 있고, 만약에 그것을 닦지 않는 자라면 번뇌를 다할 수 없으며, 또 이미 그것을 보았거나 알았다면 비록 비천한 종성에 태어났더라도 아라한의 과위를 얻을 수 있느니라. 이제 바다라와 같은 자는 알지도 못하고 보지도 못했으므로 비록 수승한 종족에 태어났더라도 아라한을 얻지 못하였으니, 그러므로 여래는 평등하게 법을 설하여 치우침이 없느니라."
또 사리자야, 보살마하살은 반야바라밀다를 수행하는 까닭에 도의 선교[道善巧]를 닦나니, 도의 선교에는 또 두 가지가 있느니라. 어떤 것이 두 가지인가 하면, 사마타(奢摩他)와 비발사나(毘鉢舍那)이니, 이것을 두 가지라 하느니라. 사마타란... 비발사나란... 상세한 설명
보살이 한 가지 법을 성취하면 모든 악한 길과 악한 벗을 떠나 빨리 아뇩다라삼먁삼보리를 증득하게 되느니라. 어떤 것이 그 한 가지인가 하면 이른바 훌륭한 뜻과 좋아함으로 보리의 마음을 일으키는 것이니, 이것을 하나라 하느니라. 미륵아, 다시 두 가지 법이 있어서 모든 악한 길과 악한 벗을 떠나 빨리 아뇩다라삼먁삼보리를 증득하게 되느니라. 어떤 것이 두 가지 법인가 하면 첫째는 사마타(奢摩他)를 항상 부지런히 닦아 익히는 것이요, 둘째는 비발사나(毘鉢舍那)에서 교묘함을 얻는 것이니, 이것을 두 가지라 하느니라.
‘사마타관의 뜻을 수순하며, 비발사나관의 뜻을 수순한다’는 것은 범어(梵語)인 사마타를 한어(漢語)로 번역하여 지(止)라고 한 것이며, 비발사나를 한어로 번역하여 관(觀)이라고 한 것이다. 다만 이제 이 『기신론』을 번역한 이가 방편과 정관(正觀)을 구별하기 위해서 정관에는 그대로 범어를 음사하여 저쪽의 말을 따른 것이다.
청정한 시라에 머무는 것에 의지하여
허물없는 지(止)와 관(觀)을 닦아
세밀하게 근(根)과 뜻[意]을 보호하면
감로(甘露)의 열반 법을 증득할 것이다.
지법(止法)을 닦으면 마음이 조복되고
마음이 조복되면 탐욕을 여의나니
탐욕을 여읜 이는 해탈을 증득하며
해탈을 얻은 이는 마음이 평등하리.
관법(觀法)을 닦으면 지혜가 밝아지며
지혜가 맑으면 어리석음 멸하리.
어리석음 멸하면 해탈을 증득하고
해탈을 증득하면 마음이 평등하리.
그러므로 너희 비구들아,
정진하여서 방일하지 말고
언제나 시라에 머무는 것에 의지해
허물없는 지와 관을 닦아 익히라.

## 호흡
인도의 요가와 중국의 단전호흡에서는 호흡을 매우 중요시 한다. 우파니샤드이래 인도의 모든 종교에서는 깨달음의 수단으로 요가를 주장하며, 석가모니가 수식법을 했다는 것도, 요가명상을 한 것이다.
고대 인도인들은 숨인 프라나를 생명의 기운, 생명 그 자체, 우주의 근본원리하고 보았다. 리그베다의 '푸루샤 수크타'라는 찬가에는 푸루샤의 숨으로부터 바람이 생겼다고 한다. 우파니샤드에서는 숨을 우주의 원리인 브라흐마와 아트만이라고 했다. 아타르바 베다에는 숨이 세상의 지배자, 여신이라며 찬양하는 시가 있다.
이렇게 호흡을 절대시하는 사상적 전통은 인도만이 아니라 인도와 접경한 중국의 도교에서도 마찬가지로서, 단전호흡을 하면 신선이 되어 영원히 죽지 않는다고 한다.
이렇게 호흡을 대상으로 하는 수행은 다양한 수행전통에 존재한다. 하지만 부처님은 수식관 혹은 아나빠나사띠 그 자체에서 얻은 선정력 만으로는 깨달음에 이를 수 없다고 판단, 세상의 진리를 있는 그대로 보는 위빳사나를 (이번 불법 시대에는) 최초로 시도하셨다. 그런데 일반적으로 지혜를 기르는 위빳사나 수행에는 사마타의 선정력이 기반이 되어야 한다. 아주 특이하게 호흡수행 즉 선정수행 없이 위빳사나 수행만으로 깨달음에 이르는 경우도 있다. 이렇게 깨달음에 이른 사람들을 마른위빳사나를 닦은 자들 이라고 한다. 석가모니 당시 500 아라한 중에 320명이 위빠사나만으로 깨달은 혜해탈자, 60명이 사마타의 심해탈과 위빠사나의 혜해탈을 둘 다 깨달은 양분해탈자였다.
따라서 결국 불교 수행은 계행을 철저하게 지키면서, 호흡수행 등 사마타 수행으로 선정을 닦은 후, 그 선정력으로 모든 것을 있는 그대로 보고 나와 세상에 대한 무명과 갈애를 타파하여 번뇌를 소멸하고 열반에 이르는 지혜를 기르고 완성하는 위빳사나 수행을 하는 것이다. 즉 불교수행에서 호흡이란 지혜의 기반이 되는 선정을 기르기 위한 선정수행의 대상이 된다. 혹은 대념처경의 신수심법 중 신념처이다.
다른 종교에도 호흡수행은 존재한다. 하지만 불교의 호흡수행을 통한 선정과 다른 종교의 호흡수행을 통한 선정은 다르다. 다른 종교의 호흡수행은 수행을 통한 고요함과 선정에 끝난다. 반면에 불교의 호흡수행은 수행을 통해 얻은 고요함과 선정력이 갈애와 무명을 타파하고 깨달음에 이르게 하는 지혜로 전환되는 위빳사나 수행과 연결되는 정견의 메커니즘 속에서 이루어진다. 그리고 이 전체 수행메커니즘은 철저하게 불교의 정견에 기반을 두고 행해진다. 그래서 불교에서는 바른 삼매(정견을 바탕에 둔 삼매)와 삿된 삼매(정견을 바탕으로 두지 않은 삼매)로 호흡수행이나 기타 사마타 수행을 통한 삼매를 구분한다.

## 대승불교

### 요가불교
3세기 용수 스님이 대승불교를 만들어, 이전의 종파를 소승불교라 하여 무시했다. 그와 함께 수행 보다는 믿음을 중시하며, 석가모니의 수식법을 소승의 수행법이라 하여 멀리했다.
그러나 이러한 수행배제 믿음중시의 초기대승불교의 움직임은 다시 중기대승불교에 이르러 변한다. 4세기 무착 스님은 요가불교를 만들어 중기대승불교를 새로 여는데, 요가불교에서는 호흡법인 요가를 다시 중시한다. 석가모니가 6년간 수행했다는 호흡법인 수식법도 요가였다.
5세기 보리달마에 의해 중국으로 불교명상법이 전수된 이후, 12세기에 대혜종고가 간화선을 만들었는데, 호흡법이 일체 배제되었다. 그러나 20세기 한국의 불교명상을 이끈 전강 스님은 간화선에 다시 호흡법을 포함시켰다.

### 조동종
12세기 중국 임제종에서 간화선이 만들어질 당시, 조동종에서는 전통의 수식관을 통한 묵조선을 강조하여, 서로 비난을 해가면서 대립하였다. 후에 조동종이 쇠퇴하고, 임제종이 동북아 불교를 장악해, 오늘날에 이르고 있다.

## 간화선
요즘 한국불교에서는 간화선 대 위파사나의 비교가 언론에 보도되기도 하였다.
- 수식법 - 석가모니가 6년간 수식법을 하여 깨달음을 얻었다. 석가모니가 만든 명상법이다. 호흡법이 중심이다. 안반수의경이 핵심경전이다.
- 간화선 - 12세기 중국의 대혜종고 스님이 만든 명상법이다. 호흡법이 빠졌다.

## 같이 보기
- 삼매 · 삼마지
- 지관
- 사마타
- 관조
- 4제현관
- 6현관
- 명상
- 조식법 - 단전호흡이라고도 한다. 요가 또는 수식법이 인도의 영생불사 방법이라면, 조식법은 중국의 영생불사 방법이다.
- 위파사나 명상센터